# José Guerrico
José Prudencio Guerrico (Buenos Aires, 1863-Buenos Aires, 12 de julio de 1933) fue un político y comerciante argentino que se desempeñó como Intendente de Buenos Aires, designado por el presidente de facto José Félix Uriburu, entre 1930 y 1932.

## Biografía
José Guerrico pertenecía a una importante familia de aristócratas argentinos, de los cuales se destacó su tío José Prudencio de Guerrico, coleccionista de arte, cuya colección hoy pertenece al Museo Nacional de Bellas Artes. Él, asociado con Adolfo Bullrich, fundó una de las primeras casas de remates de Buenos Aires, dedicándose al remate de objetos de valor, ganado y tierras. Su tienda de remates aún sobrevive por sus descendientes con la existencia de la Casa «Bullrich, Gaona, Wernicke».
A Guerrico se le atribuye la creación del barrio porteño de Versalles. Según la historia popular, Guerrico adquirió aquellas tierras para lotearlas cerrando el negocio mientras se encontraba visitando el Palacio de Versalles, en Francia, mediante contactos telegráficos. Entonces se le ocurrió nombrar al emprendimiento por el palacio francés ya que «construiremos un nuevo Versalles allí». Se destacó en el remate de tierras en los actuales barrios porteños de Villa Real, Villa del Parque y en las localidades bonaerenses de City Bell y Ranelagh, que contribuyeron a la formación de los mismos.
Había tenido actuación pública en 1907 como concejal de la ciudad, a la par Roque Sáenz Peña lo designó como Director de Inmigración. En 1912 fue electo como Presidente del Concejo Deliberante.
Tras el Golpe de Estado de 1930 en Argentina, Guerrico fue nombrado pro el presidente de facto José Félix Uriburu como Intendente de Buenos Aires. En su gestión se destaca los créditos que dio para la continuidad de la construcción del edificio de la actual Legislatura de la Ciudad Autónoma de Buenos Aires. Por otra parte, el Museo Nacional de Bellas Artes fue trasladado a su ubicación definitiva sobre la Avenida del Libertador, que se terminó de ensanchar. Se inauguró la línea B del subterráneo de Buenos Aires, se encaró el ensanche de la avenida Díaz Vélez, la Avenida Leandro N. Alem fue asfaltada.
En su gestión, si bien ya había alumbrado eléctrico, decidió terminar con los faroles a alcohol que aún seguían utilizándose, ordenando apagar el último en 1931, que se encontraba en la Avenida del Trabajo —actual Avenida Eva Perón—.